# Слоны в империи Селевкидов
История слонов в армии государства Селевкидов началась с правления самого первого правителя-диадоха Селевка I Никатора, который обменял индийские территории своего государства (Паропамис, Арахосия, Гедросия) на 500 слонов, по другим версиям, на 480 (Диодор Сицилийский), 400 (Плутарх), около 300 (Бар-Кохва) или 150 (Уильям Тарн) особей, у индийского правителя Чандрагупты (греческая транскрипция: Сандрокотт) из династии Маурьев. Тогда Селевк I использовал этот слоновый корпус в Четвёртой войне диадохов, где в битве при Ипсе (301 г. до н. э.) эти слоны «сыграли ключевую роль в сражении», как пишет Бар-Кохва. Скорее всего, тогда на слонов не ставили башен. О дальнейшей судьбе слонов Селевка практически ничего неизвестно. Уильям Тарн выдвинул версию о том, что бо́льшая часть слонов Селевка погибла во время смуты в Сирии. Также Полиэн упоминал об участии слонов в кампании против Деметрия I в Киррестике в 286 году до н. э. Однако, Плутарх не сообщал о слонах, описывая те же самые события.
Далее слонов использовал сын Селевка Антиох I Сотер около 275 года до нашей эры в период нашествия галатов. Тогда галаты, вторгнувшиеся в глубь Малой Азии, встретились с войском Антиоха, которое состояло из легковооруженных пехотинцев и лучников. Войско галатов было значительно больше: неизвестное число пехоты, 20 000 конницы, 240 колесниц (из них 80 — колесницы с косами). По совету родосца Феодота Антиох спрятал за войсками 16 слонов и вывел их в разгар битвы. Тогда галаты, никогда не видевшие слонов, бросились бежать, а колесницы взбесились и перебили некоторую часть войска. О дальнейшей судьбе слонов неизвестно. В период войны с правителем Египта Птолемеем II Филадельфом царь Бактрии отправил Антиоху I 20 слонов, а последний, вероятно, использовал этих слонов в войне с египтянами.

## Слоны Антиоха III
Антиох III Великий использовал слонов в войне с египетским царем Птолемеем IV Филопатором в битве при Рафии. Согласно Полибию, Антиох располагал 73 слонами:
«Дав боевой сигнал, они прежде всего ввели в сражение слонов. И вот немногие из слонов Птолемея столкнулись с противниками: на них превосходно сражались башенные бойцы, врукопашную кололи и поражали друг друга сариссами, но еще лучше бились слоны, сражаясь со всей силой и сталкиваясь во встречном бою, ибо дерутся эти животные так, переплетаясь и упершись клыками друг в друга, они толкают изо всей силы и топчутся на месте, пока один, одолев другого, не оттеснит морду в сторону, а как только один, оттеснив, поставит другого боком к себе, он ранит его клыками совершенно так, как бык рогами. Большинство же слонов Птолемея трусливо уклонилось от боя, как поступают обычно африканские слоны. Они не выносят запаха и голоса индийских слонов, но, как мне кажется, пораженные их величиной и силой, они сейчас же, как только завидят их, обращаются в бегство. Так это случилось и теперь, когда слоны [египтян] в беспорядке оттеснены были к своим».

## Антиох V
Известно то, что Антиох V Евпатор имел какое-либо количество слонов, но после битвы при Магнесии и заключения мирного договора с Римом сирийцам запрещалось держать слонов и военные суда в Средиземноморье, тогда римляне продвигаясь по сирийской территории убивали или калечили слонов.
О дальнейшей истории слонов в государстве Селевкидов ничего неизвестно.